# Liste der Bodendenkmale in Wedemark
In der Liste der Bodendenkmale in der Wedemark sind die Bodendenkmale der niedersächsischen Gemeinde Wedemark aufgeführt. Die Quelle ist der Denkmalatlas Niedersachsen. 

Wedemark in der Region Hannover

Der Stand der Liste ist der 19. Januar 2025.

## Allgemein
In den Spalten finden sich folgende Informationen des Bodendenkmales:
| Lage         | geographische Koordinaten                                                           |
| Bezeichnung  | Bezeichnung lt. Denkmalatlas                                                        |
| Beschreibung | Beschreibung lt. Denkmalatlas                                                       |
| ID           | Objekt-ID                                                                           |
| Bild         | Bild, ggf. zusätzlich mit Link zu weiteren Fotos im Medienarchiv Wikimedia Commons. |

## Bennemühlen
| Lage                       | Bezeichnung              | Beschreibung | ID       | Bild |
| -------------------------- | ------------------------ | --- | -------- | ---- |
| 52° 34′ 6″ N, 9° 41′ 16″ O | Bennemühlen 8, Grabhügel | Durchmesser ca. 13,5 m und Höhe ca. 0,7 m. Nach einer Mitteilung legten zwei Jugendliche um 1905 hier mehrere Urnen frei, die nicht in der Mitte, sondern eher am Rand des Hügels ungefähr kreisförmig gestellt waren und stets von Steinpackungen umschlossen waren. | 28904321 | BW   |
| 52° 34′ 7″ N, 9° 41′ 22″ O | Bennemühlen 9, Grabhügel | Durchmesser ca. 12 m und Höhe ca. 0,7 m. 1953 erfolgte von der südlichen Peripherie eine Raubgrabung. Etwa auf der Hälfte des Suchschnittes stieß der Raubgräber auf einen größeren Stein ("größer als ein Wassereimer"), auf dem ein Bronzedolch lag. Im Profil des Suchgrabens beobachtete er Störungen durch Tierbaue („Hohlräume“) die durch nachfolgende Überfahrungen mit Panzern größtenteils zusammengedrückt waren. | 28904323 | BW   |

## Brelingen
| Lage                      | Bezeichnung            | Beschreibung | ID       | Bild |
| ------------------------- | ---------------------- | --- | -------- | ---- |
| 52° 31′ 5″ N, 9° 38′ 5″ O | Brelingen 4, Immenwall | Vermutlich ein sog. Immenzaun, Erdwall mit Graben, Ringförmig, Dm. ca. 25 m, Erdwall ca. 0,60 m hoch, vorgelagert ein ca. 0,20 m tiefer Graben. In Blatt 109 der Kurhannoverschen LA ist an dieser Stelle eine kleine, ovale Einhegung verzeichnet. | 36433484 | BW   |

## Duden-Rodenbostel
| Lage                        | Bezeichnung                     | Beschreibung | ID       | Bild |
| --------------------------- | ------------------------------- | --- | -------- | ---- |
| 52° 35′ 11″ N, 9° 38′ 25″ O | Duden-Rodenbostel 1, Wallanlage | Rundovale Anlage; Länge ca. 130 m (NW-SO); Breite ca. 110 m. Von zwei annähernd konzentrisch verlaufenden, ca. 1 m breiten Gräben umgeben. Der Erdauswurf des äußeren Grabens bildet einen ca. 0,5 m hohen „Innenwall“, der des inneren Grabens einen Innen- und Außenwall. Die Höhe von Grabensohle bis Wallkrone berägt ca. 1 – 1,5 m. Zwischen den Wällen liegt ein ca. 5 m breiter ebenerdiger Geländestreifen. Im nördl. Innenbereich bis zu 3 hintereinander gestaffelte weitere Wallabschnitte mit flachen Gräben. Zugang von Osten über ca. 1,5 m breite Zufahrt. Vermutlich eine spätmittelalterliche bis frühneuzeitliche bäuerliche Fluchtburg, eine landwirtschaftliche Deutung (Viehgehege) ist jedoch nicht auszuschließen. | 28973024 | BW   |
| 52° 34′ 15″ N, 9° 38′ 27″ O | Duden-Rodenbostel 3, Stauteich  | Quelltopf mit wallförmiger Einfassung. Wallbreite bis zu 5 m; Höhe 0,3 – 1,5 m, im Süd-Teil sehr flach und ungleichmäßig, im Westen fast vollständig abgetragen. Dem Wall ist außen ein Materialentnahmegraben vorgelagert. Im Wallkörper mehrfach Einschneidungen und -grabungen. Grabenbreite bis zu 1,5 m; Tiefe ca. 0,4 m, im NO verfüllt. Die Innenfläche liegt tw. tiefer als das umgebende Gelände und ist sehr sumpfig. Der Quellbach fließt nach NW aus der Wallanlage heraus. Auf dem Wall stehen mehrere bis zu 200 Jahre alte Buchen. | 28973019 | BW   |

## Elze
| Lage                        | Bezeichnung        | Beschreibung                                                     | ID       | Bild |
| --------------------------- | ------------------ | ---------------------------------------------------------------- | -------- | ---- |
| 52° 35′ 45″ N, 9° 46′ 31″ O | Elze 8, Grabhügel  | Durchmesser ca. 18 m und Höhe ca. 0,7 m. Kuppe stark abgeflacht. | 28973132 | BW   |
| 52° 35′ 46″ N, 9° 46′ 30″ O | Elze 9, Grabhügel  | Durchmesser ca. 16 m und Höhe ca. 0,8 m.                         | 28973136 | BW   |
| 52° 35′ 34″ N, 9° 45′ 27″ O | Elze 10, Grabhügel | Durchmesser ca. 14 m und Höhe ca. 0,7 m. Ungestört.              | 28973138 | BW   |

### Elze 1
- ID:28973139
- Grabhügelfeld.

| Lage                        | Bezeichnung | Beschreibung                                                                           | ID       | Bild |
| --------------------------- | ----------- | -------------------------------------------------------------------------------------- | -------- | ---- |
| 52° 36′ 42″ N, 9° 46′ 40″ O | Elze 1      | Durchmesser ca. 12 m und Höhe ca. 0,6 m, am Rande durch Waldweg geschnitten.           | 28973123 | BW   |
| 52° 36′ 43″ N, 9° 46′ 38″ O | Elze 2      | Durchmesser ca. 10 m und Höhe ca. 0,7 m, Fahrzeugspuren.                               | 28973124 | BW   |
| 52° 36′ 43″ N, 9° 46′ 36″ O | Elze 3      | Durchmesser ca. 10 m und Höhe ca. 0,8 m, alter zugewachsener Kopfstich.                | 28973125 | BW   |
| 52° 36′ 42″ N, 9° 46′ 34″ O | Elze 4      | Durchmesser ca. 8 m und Höhe ca. 0,35 m, stark verflacht.                              | 28973126 | BW   |
| 52° 36′ 41″ N, 9° 46′ 36″ O | Elze 5      | Durchmesser ca. 14 m und Höhe ca. 1 m, an zwei Rändern Fahrzeugspuren bzw. Wege.       | 28973128 | BW   |
| 52° 36′ 41″ N, 9° 46′ 34″ O | Elze 6      | Durchmesser ca. 8 m und Höhe ca. 0,35 m, Kuppe stark verflacht. Am Rand alter Waldweg. | 28973027 | BW   |
| 52° 36′ 42″ N, 9° 46′ 38″ O | Elze 7      | Durchmesser ca. 18 m und Höhe ca. 0,7 m.                                               | 28973129 | BW   |

## Meitze

### Meitze 11
- ID:28904195
- Grabhügelfeld.

| Lage                        | Bezeichnung | Beschreibung                                                                                  | ID       | Bild |
| --------------------------- | ----------- | --------------------------------------------------------------------------------------------- | -------- | ---- |
| 52° 35′ 8″ N, 9° 46′ 37″ O  | Meitze 11   | Durchmesser ca. 21 m und Höhe ca. 1,2 m.                                                      | 28904196 | BW   |
| 52° 35′ 9″ N, 9° 46′ 37″ O  | Meitze 12   | Durchmesser ca. 15 m und Höhe ca. 1 m, Westrand von Straße angeschnitten.                     | 28904197 | BW   |
| 52° 35′ 10″ N, 9° 46′ 36″ O | Meitze 13   | Durchmesser ca. 21 m und Höhe ca. 1,3 m, Kleine Kuppenmulde. Gedenkstein für W. Denecke.      | 28904198 | BW   |
| 52° 35′ 11″ N, 9° 46′ 36″ O | Meitze 14   | Durchmesser ca. 20,5 m und Höhe ca. 1 m. Nach O flach auslaufend. Große zentrale Kuppenmulde. | 28904199 | BW   |
| 52° 35′ 11″ N, 9° 46′ 32″ O | Meitze 16   | Durchmesser ca. 10 m und Höhe ca. 1,2 m. Oberfläche unregelmäßig, zerdrückt. Holzrückspur.    | 28925135 | BW   |
| 52° 35′ 10″ N, 9° 46′ 31″ O | Meitze 17   | Durchmesser ca. 18 m und Höhe ca. 1,8 m. Oberfläche unregelmäßig.                             | 28925136 | BW   |
| 52° 35′ 8″ N, 9° 46′ 39″ O  | Meitze 18   | Größe ca. 16,5 × 13 m und Höhe ca. 0,5 m. Leicht oval.                                        | 28925137 | BW   |

## Negenborn
| Lage                        | Bezeichnung       | Beschreibung | ID       | Bild |
| --------------------------- | ----------------- | --- | -------- | ---- |
| 52° 33′ 18″ N, 9° 38′ 27″ O | Negenborn 4, Burg | Von Wall und Graben ovale, eingehegte Fläche von ca. 70 × 50 m Ausdehnung. Basisbreite des Walles ca. 4 – 5 m, Höhe bis 1 m. Außen vorgelagert Graben, sehr flach, Breite unterschiedlich. Innenfläche uneben. Aufgrund der Maße des Walles ist durchaus mit einer kleinen spätmittelalterlichen oder frühneuzeitlichen bäuerlichen Fluchtburg zu rechnen, eine Deutung als Pflanzkamp oder Immenzaun ist aber ebenfalls nicht auszuschließen. In der Nähe kommen sowohl die Straßennamen „zur Mückenburg“ als auch „Bienengarten“ vor. In Blatt 109 der Kurhannoverschen Landesaufnahme von 1771 ist hier eine eingefriedete Fläche verzeichnet. | 28986660 | BW   |